# 무선황후
무선황후 변씨(武宣皇后 卞氏, 160년 ~ 230년)는 중국 후한 말기의 제후왕 조조의 정비로, 조조 사후 조위에서 태황태후까지 높여졌다. 성은 변(卞)이며, 서주(徐州) 낭야군(琅邪郡) 개양현(開陽縣) - 지금의 린이 시 란산 구 - 사람이다.
본래 가기 출신으로, 20세에 초에서 조조의 첩이 되었다. 나중에 조조를 따라 서울로 올라왔는데, 조조가 동탁을 피해 달아났고, 원술이 조조가 죽었다고 전했다. 변씨는 이를 믿지 않았고, 이를 듣고 돌아가려던 조조의 측근들을 막았으며 측근들은 변씨의 말을 따랐다. 조조는 나중에 이를 듣고 좋아했다. 건안 초(196년), 조조는 정부인(丁夫人)을 폐하고 변씨로 계실을 삼았고, 조조의 명령에 따라 어머니 없이 남겨진 조조의 자식들을 길렀다.
건안 24년(219년), 왕후에 배령되었다. 건안 25년(220년), 조조가 죽고 자신의 아들 조비가 위왕을 이어받아 왕태후로 높여졌으며, 같은 해 조비가 헌제로부터 양위받아 황제가 되고 위를 창건하면서 황태후로 높여졌고 영수궁(永壽宮)이라 일컬었다. 
변씨는 며느리인 조비의 황후 문소황후 견씨를 무척 아꼈는데 , 견씨 또한 변씨에게 효성이 깊었다. 어찌나 사이가 좋았는지 견씨는 변씨가 병에 걸렸을 때 펑펑 울고 , 병이 나았다는 변씨의 편지가 도착하고 나서야 기분이 풀릴 정도였다고 전해진다. 조비가 사사로운 원한으로 여러 신하들의 의견을 묵살하고 조홍을 죽이려 하자, 태후는 여러 가지로 힘을 써 황제로 하여금 조홍을 살려주고, 또 적몰한 재산을 돌려주게 했다.
황초 7년(226년) 5월 17일, 태자가 제위를 계승하면서 태황태후로 높여졌다. 태화 4년(230년) 5월 혹은 6월 무자일에 죽어, 7월 고릉에 합장되었다.

## 같이 보기
- 삼국지 인물 목록